# Mirditská republika
Mirditská republika (albánsky Republika e Mirditës), zvaná také Koritza, byl krátkodobě existující mezinárodně neuznávaný státní útvar, vyhlášený po první světové válce ve stejnojmenném regionu ve vnitrozemí severní Albánie. Místní kmen Mirditů (název znamená doslova „Dobrý den“) na rozdíl od většiny Albánců nepřijal islám a hlásil se k římskokatolické církvi. Království Srbů, Chorvatů a Slovinců chtělo této odlišnosti Mirditů využít k oslabení Albánského knížectví a podporovalo jejich separatistické snahy. 17. července 1921 byla vyhlášena nezávislost Mirditské republiky s náčelníkem Mirditů Markou Gjonim jako prezidentem. Hlavním městem státu měl být Orosh, ale fakticky vláda sídlila v jugoslávském Prizrenu. Společnost národů podpořila územní celistvost Albánie a ministr vnitra Ahmet Zogu po krátké vojenské kampani obnovil albánskou svrchovanost nad mirditským územím. Republika byla oficiálně zrušena 20. listopadu 1921 a Marka Gjoni odešel do exilu.